# Westchester, Florida
Westchester este un loc desemnat de recensământ (CDP) și un cartier din comitatul Miami-Dade, Florida. Conform recensământului din 2020, populația era de 56.384 de locuitori.

## Geografie
Westchester este situat la 25°44′49″N 80°20′13″W / 25.746978°N 80.336873°V, la o altitudine de 3 picioare (0,91 m).
Potrivit Biroului de Recensământ al Statelor Unite, Westchester are o suprafață totală de 8,11 square milei (21,0 km2).